# Панасюк Андрій Степанович
Панасюк Андрій Степанович (1892, Русанівці — 1947, ?).

## Життєпис
Разом з родиною займався землеробством і був досить заможним, по тодішнім міркам. Володіючи добрими кіньми і реманентом здійснював перевезеня с/г продукції до Польщі і далі в Європу. Так євреї-міщани з Меджибожа наймали власників коней, для перевезення меду до м. Львова, який скуповували з окружних сіл. Відомо, що маршрут з Меджибожа пролягав через містечко Фельштин (сучасне село Гвардійське).
1894 року разом з батьком Степаном та братами жертвує 320 рублів на плащаницю з гробницею для храму у с. Русанівці. (очевидно, що батько записав малолітнього сина в благодійники).
Під час штучно організованого московськими окупантами голодомору 1947 року, їздив на даху залізничних вагонів на захід, з метою обміну цінних речей на їжу. В одну з таких поїздок їздив разом з сином Іваном Андрійовичем. З третьої поїздки не повернувся. За свідченнями учасників поїздок, окупанти крюками стягували людей з вагонів та вбивали. Очевидним був висновок про загибель Андрія Степановича, хоча достовірних документів не збереглось.

## Військова служба
Під час Першої Світової війни був призваний на службу до російської імператорської армії. Проходив службу в Лейб-гвардії Петроградському полку, у званні єфрейтора лейб гвардії. 13.06.1915 року в битві при Томашеві зазнав поранень і був залишений на полі бою.
За радянської окупації був змушений приховувати як причину своїх травм, так і свою службу в імператорській армії.
Панасюк Андрій Степанович під час національно-визвольних рухів початку ХХ ст., після виходу Російської Імперії з Першої Світової війни, організовував місцевих людей, для розгрому царських (імператорських) казарм в районі Старокостянтинова.